# Jeffreya
Jeffreya es un género de plantas con flores perteneciente a la familia  Asteraceae. Comprende 3 especies descritas y de etas, solo 2 aceptadas. Es originario de Tanzania.

## Taxonomía
El género fue descrito por Hiram Wild y publicado en Kirkia 9(2): 295. 1974. La especie tipo es: Jeffreya palustris (O.Hoffm.) Wild

## Especies seleccionadas
A continuación se brinda un listado de las especies del género Jeffreya aceptadas hasta junio de 2012, ordenadas alfabéticamente. Para cada una se indica el nombre binomial seguido del autor, abreviado según las convenciones y usos.
- Jeffreya palustris (O.Hoffm.) Wild
- Jeffreya petitiana (Lisowski) Beentje